# Koman Coulibaly
Koman Coulibaly, malijski nogometni sodnik, * 4. julij 1970, Bamako, Mali.
Coulibaly deluje kot Fifin mednarodni sodnik vse od leta 1999, svoje prvo mednarodno srečanje je sodil 19. aprila 2000, ko sta se pomerila Mali in Burkina Faso. V nogometnem svetu velja za enega najizkušenejših sodnikov, saj je doslej sodeloval na petih Afriških pokalih narodov, krovna nogometna zveza pa ga je izbrala tudi za sodnika na Svetovno prvenstvo 2010. Na prvenstvu je sodil le eno tekmo, 18. junija med izbranima vrstama Slovenije in ZDA. V 85. minuti tekme je zaradi prekrška v napadu razveljavil gol Maurica Eduja, ki bi ZDA popeljal v vodstvo s 3–2. Tekma se je tako končala z 2–2, Coulibaly pa se je zaradi svoje sporne odločitve znašel na tapeti številnih ameriških in svetovnih medijev. Sledila naj bi ameriška pritožba na Fifino sodniško komisijo. Po mnenju komisije naj bi se Coulibaly odločil napak in ker naj bi z odločitvijo vplival na potek tekme, so ga domnevno izključili s preostanka prvenstva. Na prvenstvu tako ni sodil nobene tekme več.

## Zgodnja kariera
Coulibaly je na Univerzi Bamako pridobil diplomo iz pravnih in ekonomskih študijev. Kot finančni inšpektor je zaposlen pri malijski vladi. S sodniško kariero je pričel leta 1994 pri Okrožni ligi Bamako in kmalu napredoval do malijskega državnega prvenstva. Leta 1999 je pridobil licenco Malijske nogometne zveze. V preteklosti je na njegove sodniške odločitve večkrat padel sum dvoma. Med drugim je 8. oktobra 2005 sodil kvalifikacijsko tekmo za Svetovno prvenstvo 2006 med Kamerunom in Egiptom in sredi sodnikovega dodatka pri izenačenju 1–1 zapiskal enajstmetrovko v korist Kameruna. Kamerun bi se z uspešno izvedeno enajstmetrovko uvrstil na prvenstvo, a je Pierre Womé žogo poslal v prečko. S tem se je na prvenstvo uvrstil Slonokoščena obala.

## Afriški pokal narodov
Coulibaly je doslej sodil na Afriškem pokalu narodov leta 2002 v Maliju, leta 2004 v Tuniziji, leta 2006 v Egiptu, leta 2008 v Gani in leta 2010 v Angoli. Vrhunec njegove kariere v tem tekmovanju je pokal leta 2010, ko je sredi Angole sodil finalno tekmo med Gano in Egiptom.

## Kontroverznosti

### Svetovno prvenstvo 2010
Coulibalyja so oktobra 2008 predizbrali za sojenje na Svetovnem prvenstvu 2010, kot enega od 32 sodnikov za to tekmovanje in kot enega od štirih afriških sodnikov na prvenstvu.
Svojo prvo tekmo prvenstva je sodil 18. junija 2010, ko sta se v skupini C pomerila Slovenija in ZDA. V 86. minuti je Coulibaly zaradi prekrška v napadu razveljavil zadetek, s katerim bi Maurice Edu ZDA popeljal v vodstvo s 3–2. Tekma se je tako končala z remijem 2–2, Coulibaly pa se je zavoljo svoje odločitve znašel na naslovnicah številnih ameriških športnih medijev. Prvo mesto v skupini so s poznim zadetkom proti Alžiriji osvojile ZDA, medtem ko je Slovenija s 4 točkami v skupini končala na 3. mestu in izpadla.
Coulibaly ni na prvenstvu sodil nobene tekme več. Po poročanju nekaterih medijev razlog za to tiči v tem, da se je zaradi ameriške pritožbe znašel na dnevnem redu Fifine sodniške komisije. Po mnenju komisije naj bi se Coulibaly odločil napak in ker naj bi z odločitvijo vplival na potek tekme, so ga domnevno izključili s preostanka prvenstva.

### Afriška liga prvakov 2010
Coulibalyja so morali po tekmi skupinskega dela Afriške Lige prvakov 2010 med egipčanskim kluboma Al-Ahly in Ismaily SC z zelenice pospremiti varnostniki. Ko je Al-Ahly v sodnikovem dodatku dosegel zmagoviti zadetek, Coulibaly namreč po mnenju navijačev napačno ni sodil prekrška v napadu.